# Filme da meia-noite

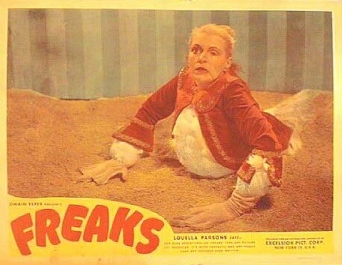
Um clássico filme da meia-noite em todos os sentidos do termo, Freaks (1932), de Tod Browning, é o tipo de filme de terror mostrado nas noites de televisão no começo dos anos 1950; na década de 1970 e no início da década de 1980.

Nos Estados Unidos, um filme da meia-noite é um filme B ou filme cult apresentado à meia-noite, seja no cinema ou na televisão.
Essa prática começou na década de 1950, com estações de televisão locais dos Estados Unidos e obras de baixo orçamento. Como um fenômeno cinematográfico, a projeção à meia-noite de filmes cult começou no início da década de 1970 em alguns centros urbanos, particularmente em Nova Iorque, acabou se espalhando por todo o país. Destinado à construção de um público desse gênero de filme, a interação social originaram uma definição de contracultura.
O sucesso nacional The Rocky Horror Picture Show e a mudança na indústria cinematográfica alteraram a exibição dos filmes da meia-noite; como sua associação com tendências políticas e culturais diminuiu na década de 1980, o filme da meia-noite tornou-se uma experiência camp. O termo filme da meia-noite atualmente é muitas vezes usado de duas maneiras diferentes, embora relacionadas: como um sinônimo de filme B refletindo o baixo orçamento relativo, tanto nos cinemas quanto na televisão, e como sinônimo de filme cult.